# 曽本二子山古墳
曽本二子山古墳（そもとふたごやまこふん）は愛知県江南市にある古墳。小折古墳群のひとつ。

## 概要
江南市南東部にあって五条川左岸の自然堤防上に位置しており、標高は16メートル。水田地帯の中にあって古くは二子塚、あるいは弁慶塚と呼ばれており、かつて墳丘の周囲は水田に囲まれていた。2017年現在、周辺は公園として整備されている。古墳は出土品や墳丘の形状などにより、5世紀後半から6世紀中頃にかけての、この地方の豪族のものと考えられている。

## 規模と構造
主軸は北西50°で、墳長約60メートル、後円部は直径約35メートル、高さ約7メートル、前方部は幅約52メートル、高さ約4.3メートルの前方後円墳。2段築成と推定されているものの、現状では確認できない状態である。前方部は道路により端部が失われるなどして原形を留めず、現在では忠魂碑が設置されており、後円部も大きく破壊されていたため、近年になって盛土により復元されている。葺石や埴輪などは無い。考古学者の柴田常恵は周濠は存在しないものと考えていたが、かつて周囲を囲んでいた幅10メートル程度の馬蹄型周濠があったとする説もある。なお、かつては陪塚と思しき塚が古墳の近傍に複数あったが、1887年（明治20年）の調査時点ですでに失われており、その規模など詳細は不明である。
内部構造については、1887年の記録として後円部にあったものが「一枚岩で棺は無い」と記録されていたことから、横穴式石室などではない石槨構造であったとする意見がある。墳丘の西側に発掘された石材の一部が置かれているが、これの詳細も不明である。

## 出土品
現在までに2度の発掘記録が残るがいずれも古いもので、それ以降に科学的調査は行なわれていない。嘉永2年（1849年）には後円部の東南側に露出していた石室？を村人が発掘し、金属製の轡と兜、更に仏像が出土した。仏像のみ本曽寺に安置し、それ以外の出土品は埋め戻したという。1887年の発掘は火葬場の新築と道路修繕のための土取りを目的として行なわれ、以下の出土品があったとされる。
- 金環 - 2
- 管玉 - 18
- 切子玉 - 17
- 刀 - 5
- 轡 - 1
- 鎧 - 1
- 槍 - 2
- 鐙 - 1
- 鏡 - 1
- 兜鉢金 - 1
- 祝部土器（須恵器）
- 鉄片
- 土器片

出土品は一部を村民が所有、轡と鎧は東京帝室博物館の所蔵となったが、国立博物館が「曽本二子山古墳出土品」として登録していることが確認できる品は以下の通りで、それ以外については所在不明である。なお、金銅張轡鏡板については豊田市の豊田大塚古墳からの出土品との類似が指摘されている。
- 金銅張轡鏡板
- 鉄製絞具
- 鉄製轡
- 辻金具
- 鉄製品片

## ギャラリー

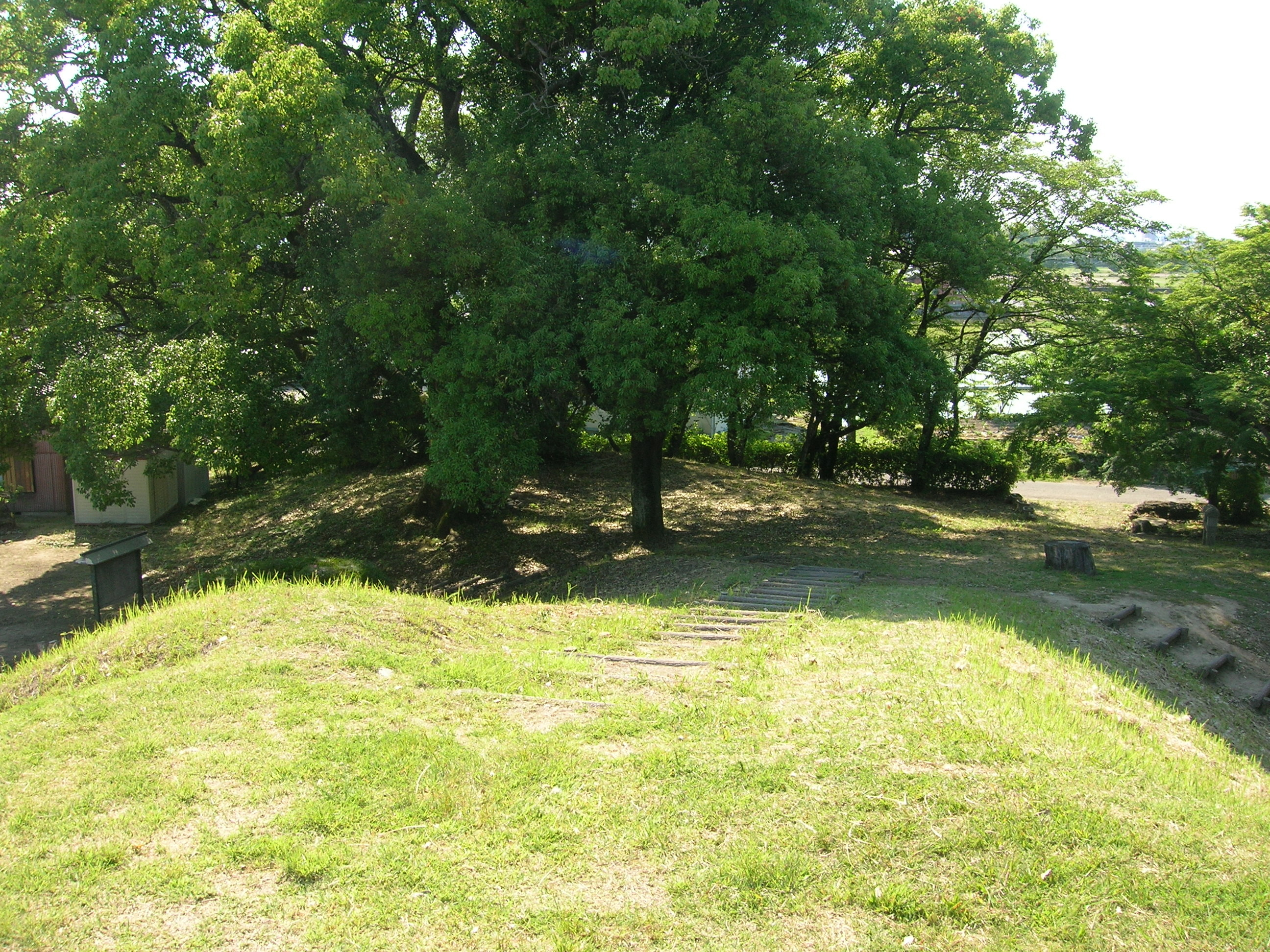
後円部から見た前方部
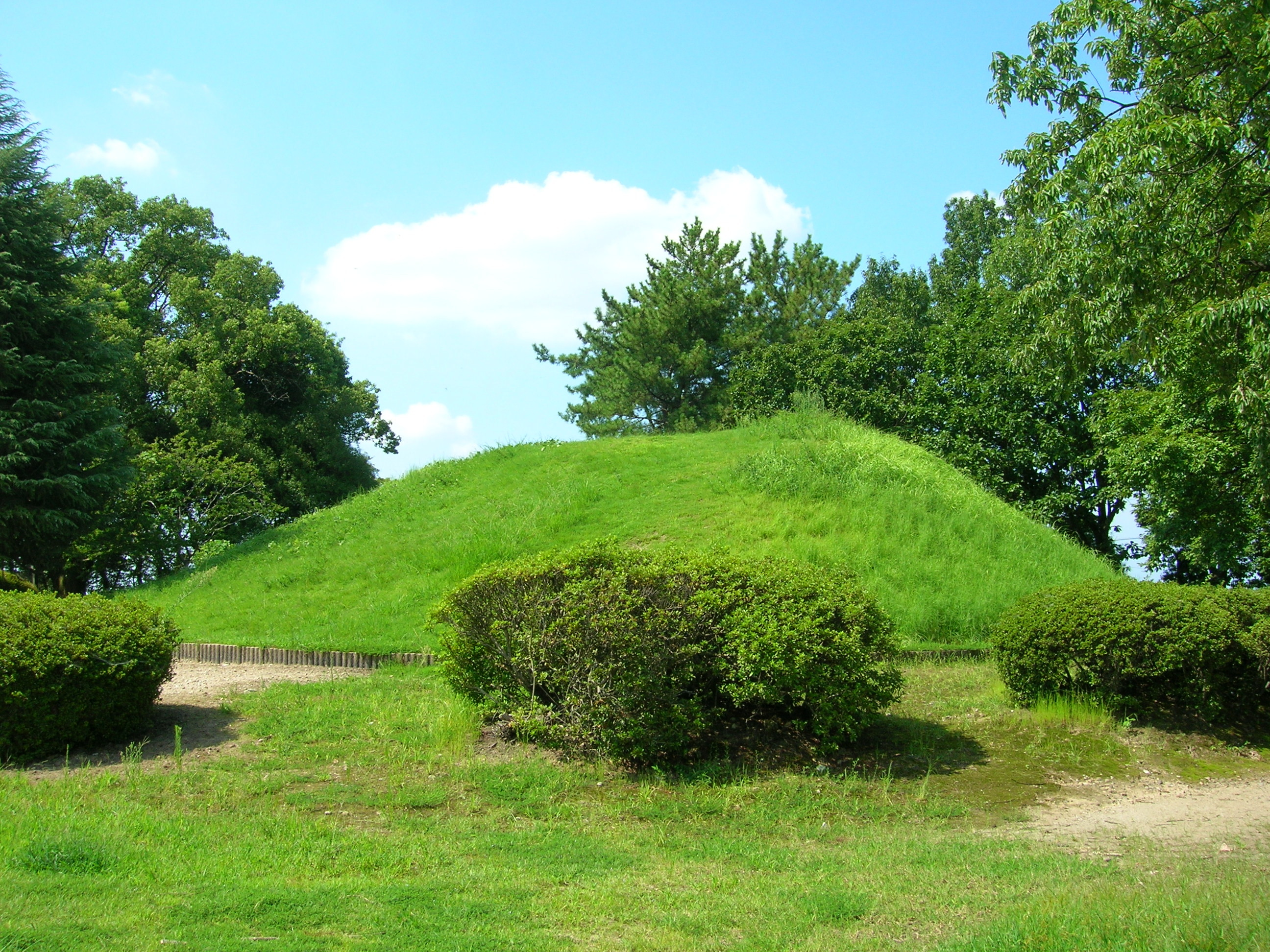
後円部
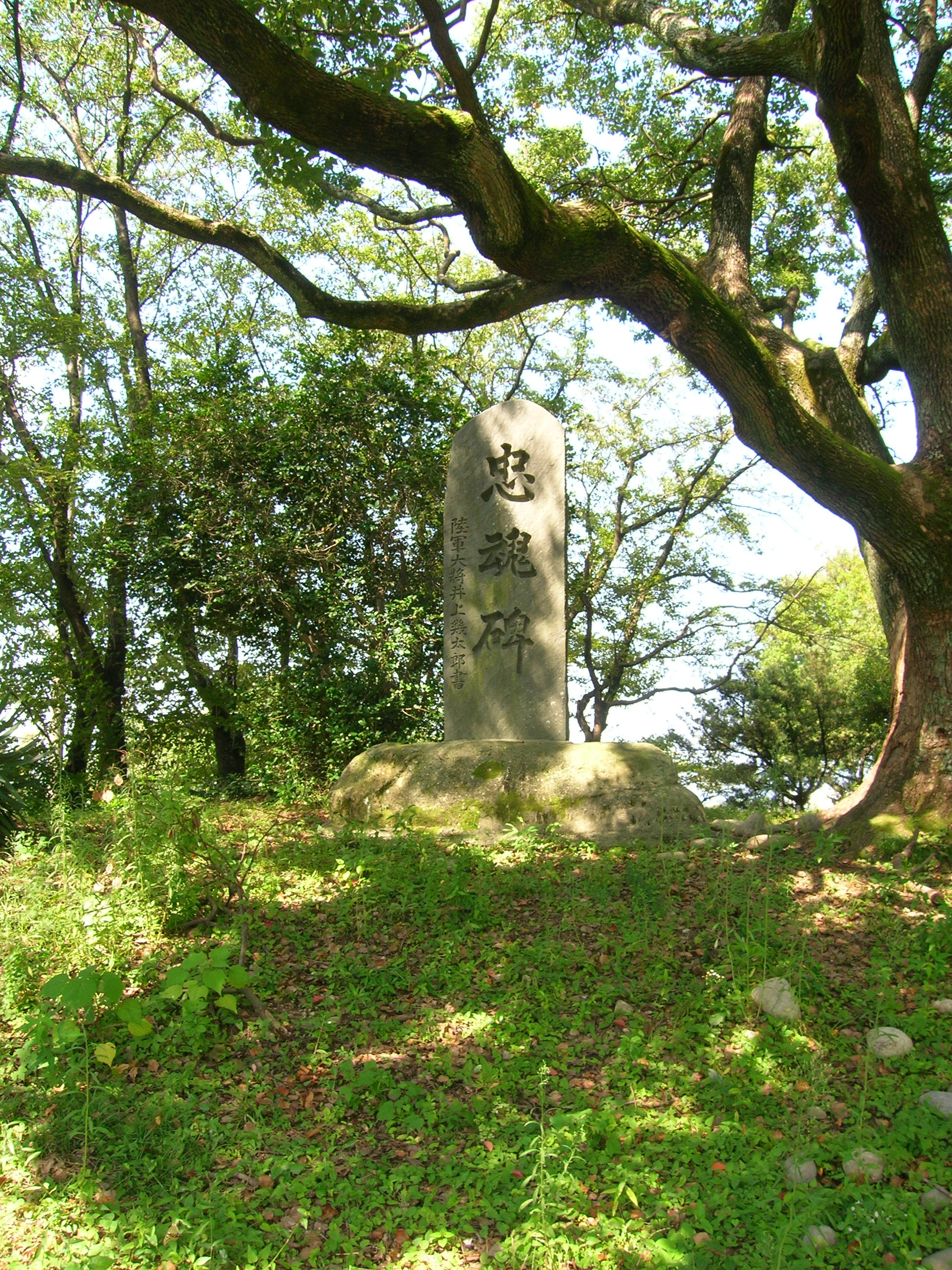
前方部に置かれた忠魂碑
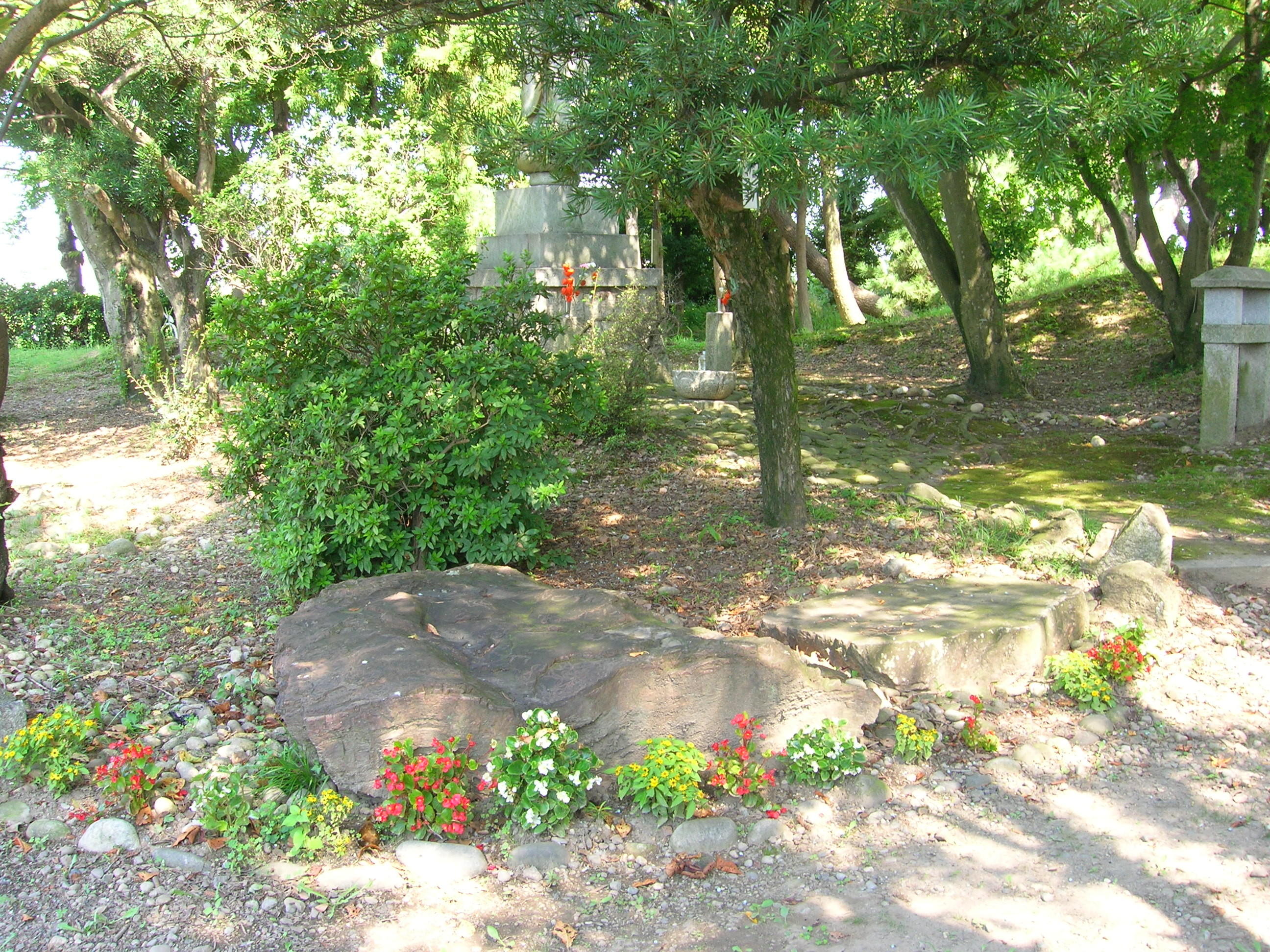
前方部西側にある石材。1887年の発掘で掘り出されたものとされる。
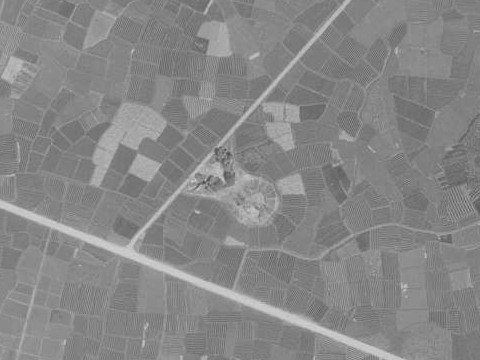
1961年の空中写真。国土地理院地図・空中写真閲覧サービスを元に作成。